# بنجامين الأول. تايلور
بنجامين الأول. تايلور هو محامي وسياسي أمريكي، ولد في 21 ديسمبر 1877 في نيويورك في الولايات المتحدة، وتوفي في 5 سبتمبر 1946. نشط حزبياً في الحزب الديمقراطي. وقد انتخب عضو مجلس النواب الأمريكي ‏.